# Avaluació externa de centres docents
L'avaluació externa és l'avaluació, prevista per la LOGSE i la LOE, dels centres docents feta per la Inspecció d'Ensenyament amb la col·laboració dels òrgans de govern dels centres i dels membres dels diferents sectors de la comunitat escolar.
L'avaluació de l'àmbit d'ensenyament-aprenentatge forma part de l'actuació sistemàtica que la Inspecció d'Ensenyament realitza cada curs escolar amb l'objectiu de valorar progressivament en els centres docents la planificació i el desenvolupament del procés d'ensenyament-aprenentatge i l'assoliment dels objectius en les diferents àrees del currículum.
L'avaluació externa inclou les següents actuacions:
- L'anàlisi de documentació elaborada pel centre.
- La realització d'entrevistes amb membres dels equips directius, claustres, consells escolars, APA.
- La participació en sessions de treball dels equips de professors: equips de cicle, departaments i seminaris, grups de treball i comissions, juntes d'avaluació.
- L'observació directa del desenvolupament de l'acció docent a les aules i dels treballs dels alumnes.

Fruit de l'avaluació s'elaborarà un informe anual per a cada centre i un informe global dels resultats de l'avaluació en finalitzar els tres cursos escolars. Dits informes són lliurats al Consell escolar per tal que, juntament amb els resultats obtinguts en la pròpia avaluació interna, contribueixin a la concreció de propostes per a la millora de la qualitat de l'acció educativa del centre.